# Norfork, Arkansas
Norfork là một thành phố thuộc quận Baxter, tiểu bang Arkansas, Hoa Kỳ. Năm 2010, dân số của thành phố này là 511 người.

## Dân số
- Dân số năm 2000: 484 người.
- Dân số năm 2010: 511 người.